# Luanvi
Luanvi és una empresa valenciana dedicada a la producció de roba i equipaments esportius. La seva seu es troba a la ciutat de Paterna (l'Horta Nord).

## Història
Luanvi es va crear a la dècada de 1970, prenent el nom dels seus tres fundadors (Luis, Antonio i Vicente). Encara que en els seus inicis es va centrar en la indústria joguetera i disfresses, les seves majors vendes es van trobar a la rèplica d'equipacions de futbol. L'any 1972, l'empresari Vicente Tarancón es va incorporar com a gerent, i va enfocar l'estratègia comercial de l'empresa al sector esportiu, sense abandonar el seu anterior mercat.
Amb un augment de vendes amb el pas dels anys, especialment al País Valencià i a zones d'influència, l'empresa es va centralitzar en l'esport a la dècada de 1990. Luanvi va començar a equipar equips de futbol d'àrees properes com l'Albacete Balompié o el Pamesa València, i l'any 1993 va aconseguir fer un pas important equipant al València CF. Anys després va començar a subministrar les equipacions de la selecció espanyola d'handbol i de diversos equips de futbol sala.

## Patrocinis esportius
L'empresa va equipar a clubs com el València CF (de 1993 a 2000), Reial Saragossa i Vila-real CF durant la dècada de 1990. Va voler transcendir al mercat argentí, vestint als Newell 's Old Boys i el Sant Lorenzo d'Almagro entre els anys 1999 i 2000, però va acabar marxant, rescindint els seus contractes i havent incomplert part de les seves obligacions envers els esmentats clubs.
En l'actualitat equipa als següents equips:

### Bàsquet
- Pamesa València
- Bruesa Gipuzkoa Basket
- CBBlancos de Rueda Valladolid
- Ostuni Bàsquet (des de la temporada 2011-2012)[2]
- Torino Bàsquet (des de la temporada 2011-2012)
- Robur Varese (des de la temporada 2011-2012)
- Pallacanestro Orzinuovi (des de la temporada 2011-2012)
- Club Amics del basquet Castelló

#### Futbol
- Hostal Astur AFFS
- CF Badalona
- Cabal Esportiu
- Jerez CF
- Llevant UE
- Ontinyent CF
- Poli Ejido
- Club Esportiu Futbol Helmántico
- Club Poliesportiu Cacereño
- U. Ciutat de Torredonjimeno
- CD Tenerife (des de la temporada 2010-11)
- Club Esportiu Comarca de Níjar
- CF Sóller (des de la temporada 2012-13)

### Futbol Sala
- Manchester Futsal Club (des de la temporada 2010-11)